# Herman Scheerre
Herman Scheerre (fl. 1405–1425 in London), auch Herman Lymnour, Herman Skereueyn oder Herman von Köln, war ein Buchmaler deutscher oder niederländischer Herkunft.

## Leben
Mehrere Archivalien legen nahe, dass Herman Scheerre sich mit seiner Werkstatt vor 1407 in London niederließ. So hat ein Herman Skereueyn einen Mietvertrag für einen Laden in der Paternoster Row in London unterzeichnet haben. Er selbst könnte aus einer Familie in Duisburg, nördlich von Köln, stammen. In zwei Testamenten werden ein Herman Lymnor und ein Herman de Colonia erwähnt, woraus auf eine deutsche Herkunft des Buchmalers geschlossen wurde. Ein gewisser Herman aus Köln wird allerdings auch in der Werkstatt von Johan Maelwael genannt, die 1402/03 in Champmol bei Dijon an der Fassung und Vergoldung eines Kalvarienbergs arbeitete. Die Forschung ist sich uneinig, wie die künstlerische Herkunft Herman Scheerres einzuschätzen ist: Nach Quellenlage scheint es einen Maler Herman aus dem Rheinland gegeben zu haben; der Stil der Buchmalereien hingegen lässt sich eher durch eine Nähe zu Melchior Broderlam und Maelwael in Burgund und französischer Buchmalerei erklären, wenngleich die Stufe an Naturalismus der südniederländischen Vorgänger nicht erreicht zu werden scheint.

## Buchmalereien

### Signierte Arbeiten

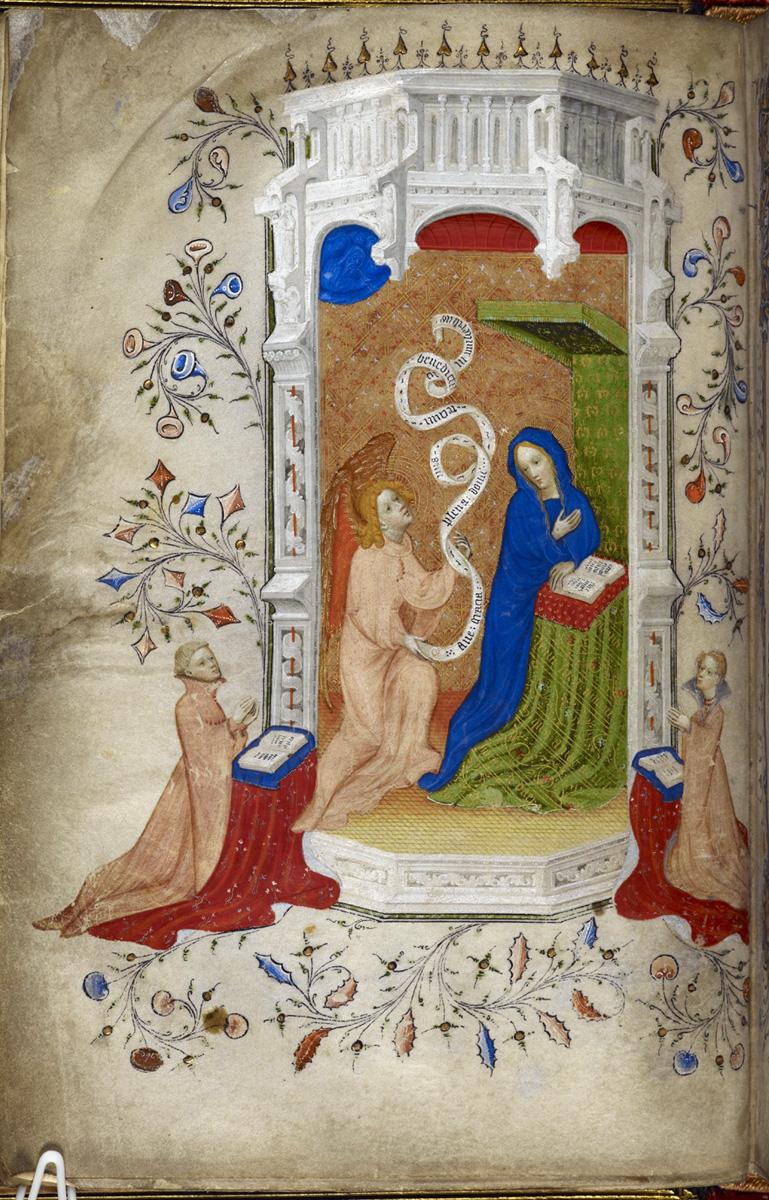
Verkündigung, Beauchamp/Beaufort-Stundenbuch (um 1401/05). London, British Library, Royal 2 A XVIII, fol. 23v

Das Œuvre der Buchmalerwerkstatt wurde um die Gruppe der Handschriften gebildet, die die Signatur Herman Scheerres tragen. In Manuskript Add. 16998 der British Library steht auf fol. 37 „Hermannus Scheerre me fecit“. Im Kolophon des Chicheley-Breviars begegnet eine Art Motto: „Si quis amat non laborat quod Herman“. Im Beauchamp/Beaufort-Stundenbuch auf fol. 23v steht auf dem Stoff, der vom Betpult Mariens fällt, ganz ähnlich „Omnia levia sunt amanti: Si quis amat non laborat : de daer“, weshalb auch hier – in Verbindung mit stilistischen Argumenten – die Autorschaft Hermans diskutiert wird. Zwei weitere Manuskripte ähneln stilistisch dem Chicheley-Breviar, beinhalten die Phrase „omnia levia sunt amanti“ und werden deshalb der Werkstatt zugeordnet: die Bibel von Richard II. (British Library, Royal 1 E IX) und ein Stundenbuch in einer Privatsammlung, das vormals in der Bibliothek Chester Beatty in Dublin aufbewahrt wurde.

Im Psalter und Stundenbuch für den Herzog von Bedford befinden sich in zwei Zeilenfüllern entsprechende Vermerke: „herman your meke servant“ (fol. 124r) und „I am herman youre owne servant“ (fol. 232).

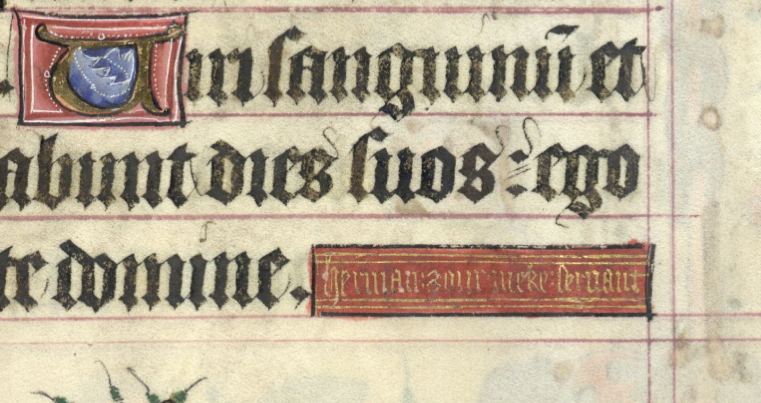
Zeilenfüller mit der Signatur Herman Scheerres (London, British Library, Add. 42131, fol. 124r [Detail])
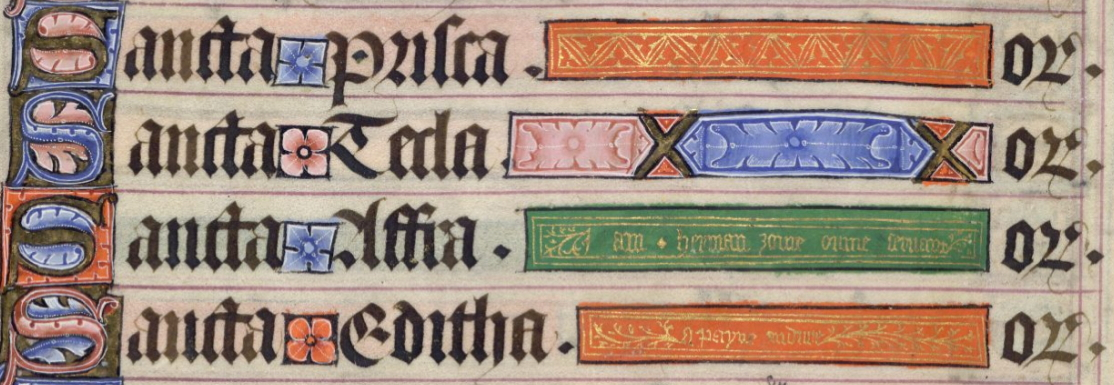
Zeilenfüller mit der Signatur Herman Scheerres (London, British Library, Add. 42131, fol. 232v [Detail])

### Entstehungshintergründe

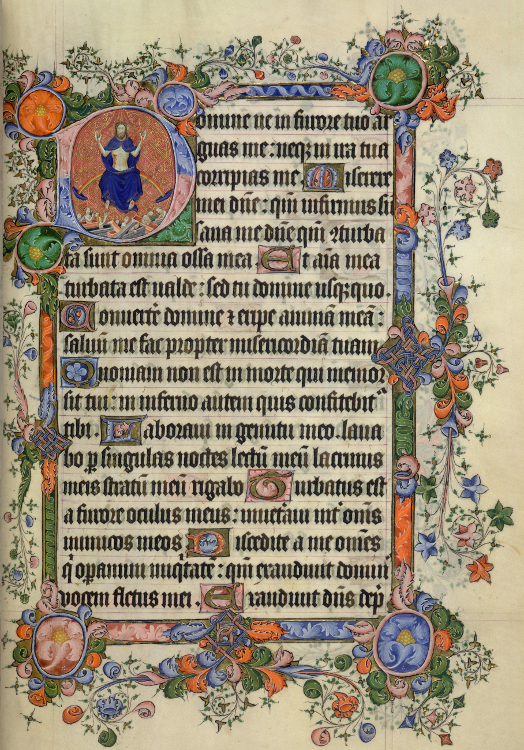
Psalm 6 (1. Bußpsalm), Psalter und Stundenbuch des Herzogs von Bedford. London, British Library, Add. MS. 42131, fol. 37r

Herman Scheerre und seiner Werkstatt wird die Verkündigungsminiatur im Beauchamp/Beaufort-Stundenbuch (London, British Library, Royal 2 A XVIII) auf fol. 23v zugeschrieben (s. o.). Aus stilistischen Gründen und aufgrund der Identifikation der beiden dargestellten Stifter mit John Beaufort, 1. Earl of Somerset und seiner Ehefrau Margaret Holland, Duchess of Clarence (1385–1439), nimmt man für diese Miniatur eine Entstehung um 1401/05 an; weitere Arbeiten im Umfeld der Beauforts sollten folgen. Das Stundenbuch gelangte über den Sohn des dargestellten Ehepaares, John Beaufort, 1. Duke of Somerset, an dessen zweite Ehefrau Margaret Beauchamp, Duchess of Somerset, die im Stundenbuch die Geburt ihrer Tochter Margaret Beaufort 1444 vermerkte. Diese Tochter Margaret übernahm das Buch und notierte 1457 wiederum die Geburt ihres Sohns Heinrichs, des späteren ersten Tudor-Königs von England.
Das Stundenbuch nach dem Sarum-Usus in der Bodleian Library (MS. Lat. liturg. f. 2) wurde vermutlich von sechs verschiedenen Miniaturisten ausgeschmückt. Die erste Hand, die die Miniaturen auf fol. 2v, 4v, 10, 104v, 143v, 144v und 146v angefertigt haben soll, wurde mit Herman Scheerre identifiziert.

Eine Kombination aus Psalter und Stundenbuch (London, British Library, Add. MS 42131) wurde um 1420/22 für John of Lancaster, 1. Duke of Bedford († 1435), angefertigt, der auch das berühmte Bedford-Stundenbuch (London, British Library, Add. MS 18850) in Auftrag gab.

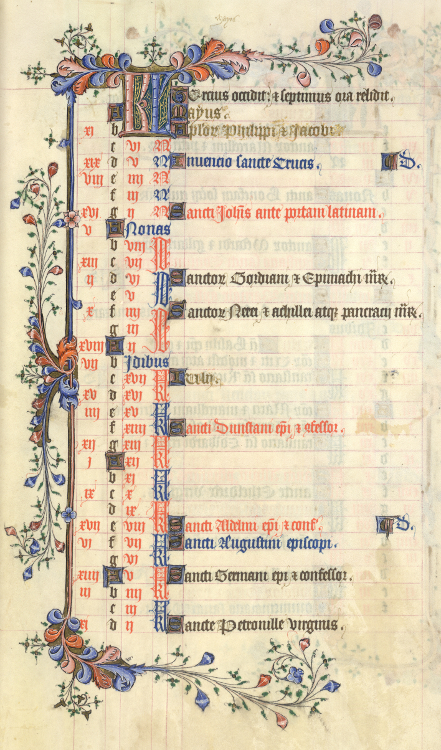
Kalenderblatt. London, British Library, Add. MS. 42131, fol. 3r
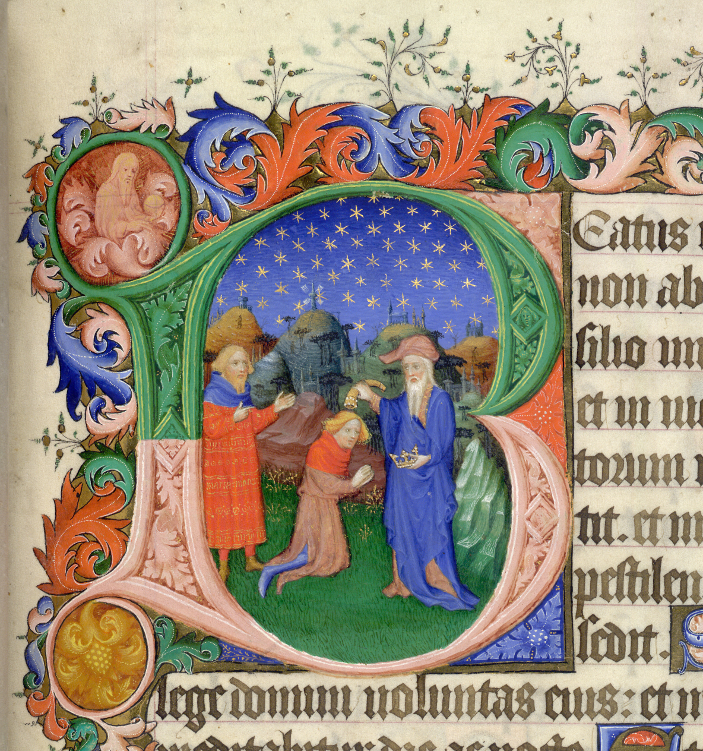
Samuel salbt David, B-Initiale. London, British Library, Add. MS. 42131, fol. 73r
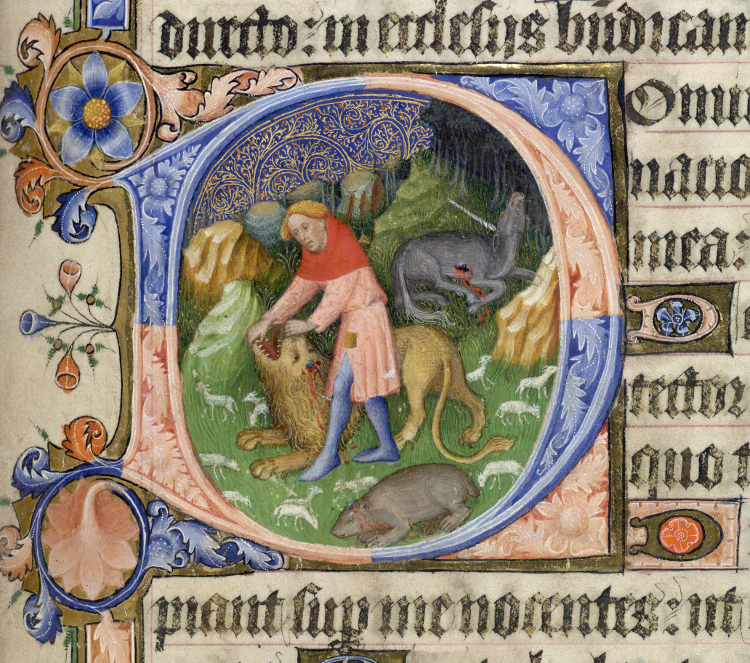
Davids Kampf mit dem Löwen, D-Initiale. London, British Library, Add. MS. 42131, fol. 95r

Das Sanctilogium in Karlsruhe wurde um 1425 dem Brigittenkloster Syon (damals im Pfarrbezirk Isleworth) von Margaret Holland, Duchess of Clarence, geschenkt. Dieselbe hatte mit ihrem Ehemann bereits das Beauchamp/Beaufort-Stundenbuch (um 1401/05) in der Scheerre-Werkstatt in Auftrag gegeben. Später gelangte es in die Bibliothek des Benediktinerklosters St. Georgen im Schwarzwald.

### Stil
Die Malereien zeichnen sich durch ein starkfarbiges Kolorit aus. Die Gesichter sind den allgemeinen Tendenzen des Weichen Stils entsprechend jugendlich-schönlinig. Die Miniaturen sind zumeist einfach gerahmt und die Hintergründe mit goldenen Ranken verziert.

## Zugeschriebene Werke

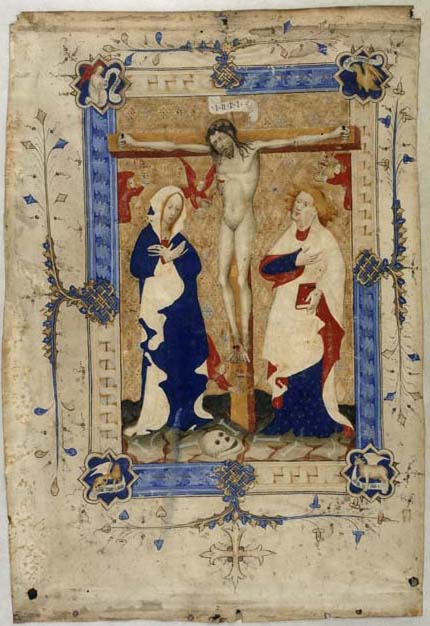
Kreuzigungsgruppe (Anfang 15. Jahrhundert). Ehemals Besitz A. Wyndham Payne

- Bibel Richards II., Ende des 14. Jahrhunderts (London, British Library, Royal 1 E IX)[14][15]
- Stundenbuch, Ende des 14. Jahrhunderts (Rouen, Bibliothèque Municipale, Ms. 3024)[16][17]
- Verkündigungsminiatur des Beauchamp/Beaufort-Stundenbuchs, um 1401/05 (London, British Library, Royal 2 A XVIII)[18][9][19]
- Sammelhandschrift mit Texten von John Gower, Anfang 15. Jahrhundert (Oxford, Bodleian Library, MS. Bodl. 294)[20][21]
- Kreuzigungsgruppe (Kanonblatt?) aus dem Besitz A. Wyndham Payne, Anfang 15. Jahrhundert (Versteigerung bei Christie’s 1973, Privatbesitz)[22]
- York-Psalter, Anfang 15. Jahrhundert (Rennes, Bibliothèque Municipale, Ms. 22)
- Stundenbuch nach dem Sarum-Usus, Anfang 15. Jahrhundert (Oxford, Bodleian Library, MS. Gough Liturg. 6)[23][24]
- Stundenbuch, um 1405 (Eric G. Miller Collection)[25]
- Messbuch, um 1405/10 (London, British Library, Add. 16998)
- Stundenbuch nach dem Sarum-Usus, um 1405/13 (Oxford, Bodleian Library, MS. Lat. liturg. f. 2)[26][27]
- Chicheley-Breviar, im 1408/14 (London, Lambeth Palace, Ms. 69)[28][29]
- Neville-Stundenbuch, um 1410 (Gloucestershire, Sammlungen auf Berkeley Castle)
- Bedford-Psalter und -Stundenbuch, um 1420/22 (London, British Library, Add. 42131)
- Sanctilogium Angliae, Walliae, Scotiae et Hiberniae, um 1425 (Karlsruhe, Badische Landesbibliothek, Cod. St. Georgen 12)[13]